# T701 (路面電車車両)
T701は、ベラルーシの車両メーカーであるBKMホールディング（BKM Holding）が開発・生産する路面電車車両。既存の旧型車両の台車を流用した部分超低床電車である。

## 概要
ロシア連邦の都市・ノヴォシビルスクの路面電車であるノヴォシビルスク市電では、予算の都合に加えて線路の更新工事の遅れなどの事情から、ソビエト連邦時代に製造された旧型路面電車車両（71-605）の台車を流用し、新規に製造した車体や電気機器と組み合わせる形で生産された部分超低床電車のAKSM-62103が2017年から2024年にかけて導入されていた。これに代わる新規モデルとして開発されたのがT701で、ノヴォシビルスク市電を運営するゴルエレクトロトランスポート（МКП «Горэлектротранспорт»）と、同事業者とBKMホールディングの合弁会社であるBKM-シベリア（БКМ-Сибирь）との間で2023年に導入契約が交わされた。
BKMホールディングが展開する超低床電車であるT811と類似した流線形の車体を有する片運転台式のボギー車だが、車内全体が低床構造のT811と異なり、高床構造となっている旧型車両の台車を流用する事から車内の前後の床上高さが高くなっており、バリアフリーに適した低床構造は車内中央部のみとなっている。そのため車内には2段のステップが存在する。着席定員数は37人で、そのうち8人分の座席は低床部分に設けられている。主電動機を始めとする電気機器は、ロシア連邦の企業が生産したものが用いられる。
2024年現在、最初に導入が決定したノヴォシビルスク市電を含め、T701は以下の都市の路面電車への導入が予定されている。
| 国         | 都市                                    | 導入車両数 | 台車流用形式                   | 備考・参考 |
| ---------- | --------------------------------------- | ---------- | ------------------------------ | ---------- |
| ロシア連邦 | ウファ (ウファ市電)                     | 70両(予定) | ？                             | [ 4 ]      |
| ロシア連邦 | ノヴォシビルスク (ノヴォシビルスク市電) | 30両(予定) | 71-605、71-608、71-619、71-134 |            |
| ロシア連邦 | サマーラ (サマーラ市電)                 | 3両(予定)  | タトラT3                       |            |